# Donald M. Grant
Donald Metcalf Grant, (Providence (Rhode Island), 3 de abril de 1927-North Port, Florida, 19 de agosto de 2009) fue un editor independiente estadounidense especializado en literatura fantástica y de ciencia ficción. Se casó en 1956 y tuvo dos hijos.
Fue galardonado por su trabajo en múltiples ocasiones entre las que se cuentan: el Premio Mundial de Fantasía en 1976, 1980, 1983, el Premios Balrog en la categoría de Logro profesional en 1979.

## Biografía
Nació en Providence (Rhode Island) en 1927 y se graduó de la Universidad de Rhode Island en 1949. El interés de Grant por la literatura fantástica y la ciencia ficción comenzó cuando comenzó a leer las historias de Edgar Rice Burroughs a los 10 años. 
Grant participó en la fundación de varias editoriales independientes de ciencia ficción y fantasía: cofundó Grant-Hadley Enterprises en 1945, The Buffalo Book Company en 1946 y Centaur Press en 1970, también fundó Grandon, Publishers en 1949 (esto después de su separación de Thomas Hadley, el nombre era el de un personaje principal en una de las novelas de fantasía de Otis Adelbert Kline) y Donald M. Grant, Publisher en 1964. Se casó en 1956 y tuvo dos hijos. 